# Бенджанун Срідуангкаєв
Бенджанун Срідуангкаєв (англ. Benjanun Sriduangkaew) — тайська письменниця, автор наукової фантастики і фентезі, а також відомий мережевий троль. Вона була фіналістом премії Джона В. Кемпбелла найкращому новому письменнику-фантасту 2014 року та премії Британської науково-фантастичної асоціації 2014 року за найкращу короткометражну прозу за фентезійний роман Scale-Bright.

## Життя
В одному із інтерв'ю Срідуангкаєв сказала, що вона народилася в провінції Паттані на півдні Таїланду. Після закінчення університету в Бангкоку, працювала в Манілі, Джакарті та Гонконзі..

## Роботи
Срідуангкаєв почала видавати белетристику у 2012 році з оповідання «Сватання в Країні машин богів» («Courtship in the Country of the Machine Gods»), і створила собі ім'я низкою гучних оповідань у журналі «Clarkesworld Magazine» і в інших виданнях. У 2014 році була номінована на премію Джона В. Кемпбелла кращому письменнику-початківцю.
Її першою великою публікацією був роман у жанрі міське фентезі «Scale-Bright», що опублікований в 2014 році. Далі вона опублікувала три оповідання «Історії циклу Сонце-Місяць». Це історія про кохання молодої жінки з Гонконгу, яка повинна врятувати свою сестру з небес. Розглядаючи роман для Tor.com, Найл Олександр описав його як «досягнення без рівних», оцінивши його «делікатно намальовані символи», «розповідь, що зачіпає» і прозові навички автора.

## Активність на сайті
У 2014 році Срідуангкаєв була блогером і книжковим рецензентом «Requires Hate» (також відома як «Requires Only That You Hate», а також «Winterfox»). Використовуючи ці інтернет-ідентичності, вона опублікувала різкі критичні аналізи і погрози, які включали смерть і зґвалтування, багатьом письменникам які, як вона вважала, приділяли недостатню увагу у своїх творах расизму, сексизму, гетеронормативності або колоніалізму. Жертвами її погроз і критики були підлітки, жінки, особи інших рас, транс жінки та інші меншини. За блог про поведінку Срідуангкаєв, письменниця Лаура Дж Миксон отримала премію Hugo Award for Best Fan Writer.
У своєму блозі в 2015 році Срідуангкаєв писала, що вона стала об'єктом кібернетичного переслідування, при цьому вона визнала, що «я була гидкою в минулому».